# Meterana inchoata
Meterana inchoata är en fjärilsart som beskrevs av Alfred Philpott 1920. Meterana inchoata ingår i släktet Meterana och familjen nattflyn. Inga underarter finns listade i Catalogue of Life.